# حوزه انتخابیه ماکو و شوط و پلدشت و چالدران
حوزهٔ انتخابیه ماکو و شوط و پلدشت و چالدران یکی از۱۰ حوزه از حوزه‌های استان آذربایجان غربی برای انتخابات مجلس شورای اسلامی است. این حوزه به مرکزیت ماکو، ۱ نماینده دارد.

## نمایندهدوره اول
هاشم حجازی فر

## نمایندهدوره  دوم
عزیز حجتی

## نمایندهدوره سوم
بخش‌علی رحیم‌نژاد باغچه جوقی

## نمایندهدوره چهارم
محمد عباس پور

## نمایندهدوره پنجم
علی احمدی

## نمایندهدوره ششم
محمد عباس پور

## نمایندهدوره هفتم
سلیمان جعفرزاده

## نمایندهدوره هشتم
سلیمان جعفرزاده

## نمایندهدوره نهم
محمد علیپور رحمتی

## نمایندهدوره دهم
عین الله شریف پور

## نمایندهدوره یازدهم
محمد علیپور رحمتی

## نمایندهدوره دوازدهم
عمر علیپوراقدم

## پی‌نوشت و منبع
1. ↑  «نتایج انتخابات مجلس شورای اسلامی در آذربایجان غربی - اورنا نیوز». urnanews.ir. دریافت‌شده در ۲۰۲۴-۰۴-۰۱.

- «جدول حوزه‌های انتخابیه در انتخابات دهمین دورهٔ مجلس شورای اسلامی» (PDF). مرکز پژوهش و سنجش افکار صدا و سیما. بایگانی‌شده از اصلی (PDF) در ۵ اكتبر ۲۰۱۸. دریافت‌شده در ۲۵ ژوئن ۲۰۱۶. تاریخ وارد شده در |archive-date= را بررسی کنید (کمک)